# Aeroportul Kasigluk
Aeroportul Kasigluk (IATA: KUK, ICAO: PFKA, FAA LID: Z09) este un aeroport din Alaska, Statele Unite ale Americii ce deservește zona Kasigluk⁠(d). Aeroportul a fost tranzitat în 2019 de 9.006 pasageri. A fost numit după zona deservită.
Situat la o altitudine de 12 m, aeroportul dispune de 1 pistă. Este operat de Alaska Department of Transportation & Public Facilities⁠(d).

## Infrastructură

### Piste
Aeroportul dispune de o singură pistă. Pista 17/35 are dimensiunile 3.000 picioare × 60 picioare. 